# Mykoła Łysenko

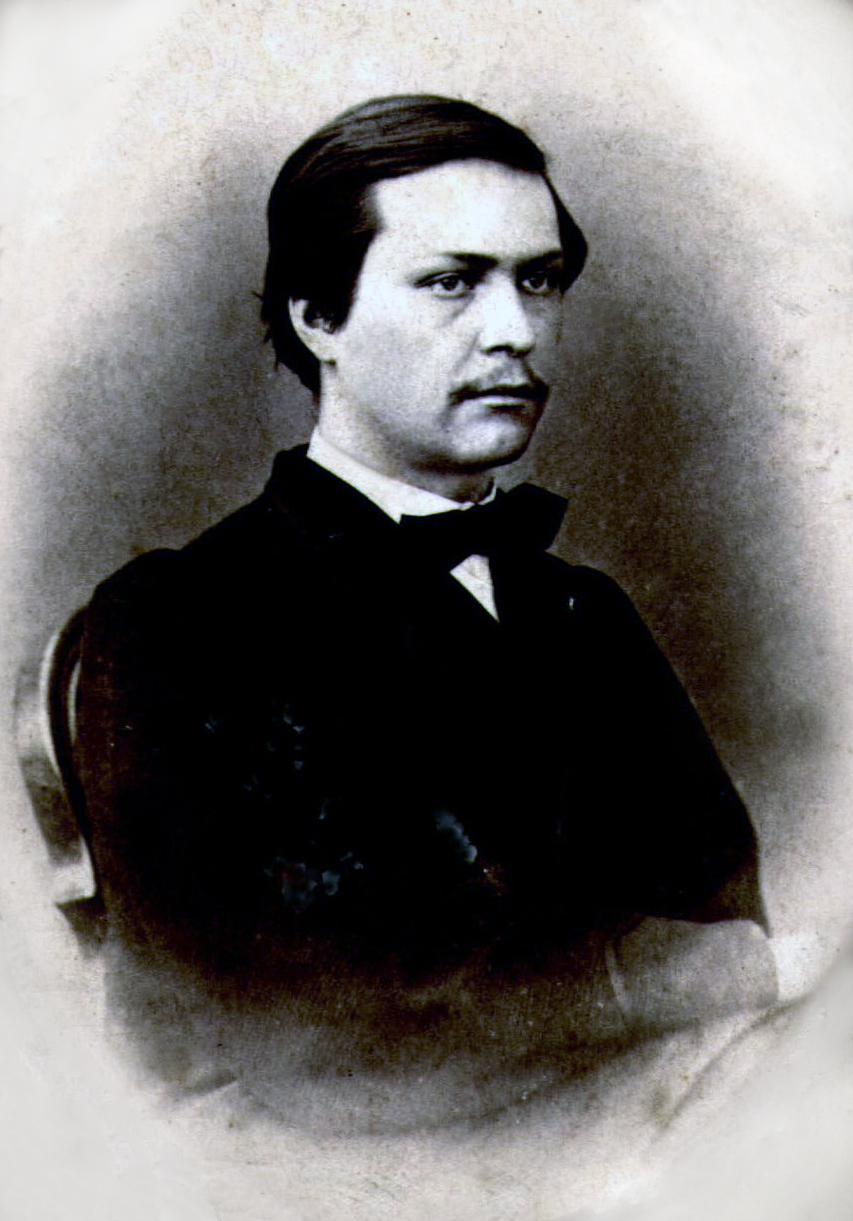
Mykoła Łysenko w 1865

Mykoła Witalijowycz Łysenko (ukr. Микола Віталійович Лисенко, ur. 10 marca?/22 marca 1842 w Hryńkach, zm. 24 października?/6 listopada 1912 w Kijowie) – ukraiński kompozytor i pianista, dyrygent, twórca ukraińskiej opery narodowej.

## Życiorys

### Dzieciństwo
Mykoła Łysenko urodził się na terenie guberni połtawskiej. Jego ojciec Witalij Romanowycz Łysenko należał do szlachty gubernialnej i miał stopień pułkownika armii rosyjskiej (służył w pułku kirasjerów). Olga Łysenko, matka przyszłego kompozytora, pochodziła z połtawskiego rodu Łucenków. 
Domową edukacją przyszłego kompozytora zajmowała się matka i słynny poeta Afanasij Fet. Matka uczyła syna języka francuskiego, dobrych manier i tańca. Fet – który w latach 1845-1848 służył w tym samym pułku kirasjerów, co ojciec Mykoły – podjął się nauczenia chłopca podstaw rosyjskiego, gdyż nie podobała mu się idea rozpoczynania edukacji według francuskich wzorców. Jedynie dzięki temu, iż chłopiec mieszkał na wsi – w żywiole języka i kultury ukraińskiej – mogło się w nim zrodzić poczucie ukraińskiej świadomości i umiłowanie ludowej tradycji, która z całą mocą odbije się w jego późniejszej twórczości. 
Gdy Mykoła miał pięć lat, zauważono jego talent muzyczny i zatrudniono nauczycielkę muzyki. Już od wczesnego dzieciństwa Łysenko interesował się poezją Tarasa Szewczenki i ukraińskimi pieśniami ludowymi, do których miłości nauczyli go wuj i babcia. 
Po ukończeniu edukacji domowej, w celu przygotowania do wstąpienia do gimnazjum, Mykoła przyjechał do Kijowa, gdzie trzy lata spędził pobierając naukę w szlacheckim pensjonacie Weila. Okazało się, iż młody Mykoła robi wielkie postępy zwłaszcza w nauce muzyki i już w pierwszej klasie, czyli w wieku 9 lat, skomponował pierwszy udany utwór – polkę, która została nawet wydrukowana w Kijowie, stając się pierwszą wydaną pracą Łysenki.
W 1855 Mykoła wstąpił do 2. Charkowskiego Gimnazjum, które ukończył ze srebrnym medalem wiosną 1859. Podczas nauki w gimnazjum z zamiłowaniem oddawał się muzyce, stając się z czasem znanym w Charkowie pianistą. Był zapraszany na wieczorki i bale, podczas których wykonywał utwory Beethovena, Mozarta, Chopina, grał do tańca i improwizował na tematy ludowych pieśni ukraińskich. 

### Okres uniwersytecki
Po ukończeniu gimnazjum wstąpił w 1859 na wydział nauk przyrodniczych Uniwersytetu Charkowskiego. Latem 1860, z powodu pogarszających się warunków życia na wsi, rodzina Łysenki przenosi się do Kijowa. Mykoła zaczyna studiować na wydziale przyrodniczym Uniwersytet Kijowski. W Kijowie wszędzie towarzyszy mu kuzyn i nieodłączny przyjaciel Mychajło Starycki. 
W środowisku studenckim panowała atmosfera ukraińskiego patriotyzmu. Łysenko i Starycki szybko zbliżyli się do studentów, którzy stali się w przyszłości aktywnymi ukraińskimi działaczami kulturalnymi i społecznymi – Mychajła Drahomanowa, Tadeja Rylskiego, Wołodymyra Antonowycza i innych. Łysenko zachłysnął się działalnością narodową i brał udział w pracach kilku stowarzyszeń ukraińskiej inteligencji, w tym również Starej Hromady. 
Po zakończeniu studiów na Uniwersytecie Kijowskim (1 czerwca 1864) Łysenko postanowił zdobyć wyższe wykształcenie muzyczne. W Kijowie w latach 60. XIX wieku nie było własnego konserwatorium. W październiku 1867 wstąpił do Konserwatorium w Lipsku, jednego z lepszych w ówczesnej Europie. Jego nauczycielem fortepianu był Carl Reinecke i Ignaz Moscheles, natomiast kompozycji – Ernst Friedrich Eduard Richter. W konserwatorium zaznajomił swoich wykładowców z zebranymi przez siebie na Ukrainie zapisami muzyki ludowej. Pod koniec 1867 umożliwiono mu prezentację swoich ukraińskich kompozycje na koncertach w Pradze, gdzie został ciepło przyjęty przez krytyków. Pozytywną recenzję jego talentowi wystawił m.in. Jan Ludevít Procházka, z którym Łysenko utrzymywał odtąd stały kontakt. Tę właśnie recenzję przetłumaczono na język ukraiński i wydrukowano w lwowskim czasopiśmie „Prawda”. Wkrótce do Łysenki nadeszła prośba o napisanie muzyki do „Testamentu” Tarasa Szewczenki. Gotowy utwór wykonany został w 1868 roku na lwowskich uroczystościach upamiętniających Szewczenkę (razem z kompozycją Mychajła Werbyckiego). 

### Rozwój twórczości
Po powrocie z Lipska Łysenko rozpoczął szeroko zakrojoną działalność koncertową, pedagogiczną oraz naukowo-folklorystyczną. Od 1870 Łysenko występuje w Kijowie jako pianista oraz dyrygent. Wraz z chórem oraz orkiestrą kijowskiej opery organizuje szereg koncertów muzyki ludowej ze słowiańskiego obszaru kulturowego, a także utworów takich kompozytorów jak Chopin i Schumann. W sezonie 1872/1873 Łysenko został przyjęty do składu dyrekcji kijowskiego oddziału Imperatorskiego Rosyjskiego Towarzystwa Muzycznego. Ignorowanie przez organizację sztuki ukraińskiej stało się jednak przyczyną opuszczenia jej przez Łysenkę. Latem 1873 wyjeżdża za granicę Imperium Rosyjskiego, by zbierać interesujący go materiał etnograficzny na pozostałych ziemiach etnicznie ukraińskich oraz w Jugosławii. W orbicie zainteresowań twórczych Łysenki znalazły się wówczas pieśni narodów Jugosławii, zwłaszcza folklor serbski.
Jesienią 1874 Łysenko wstąpił do konserwatorium w Petersburgu, gdzie przebywał przez następne dwa lata. Zajęcia z Nikołajem Rimskim-Korsakowem powiększyły jego muzyczną erudycję. Dzięki znanemu profesorowi Łysenko zbliżył się do Potężnej gromadki i poznał osobiście takich kompozytorów jak Modest Musorgski, Aleksandr Borodin, Cezar Cui i in. Duży wpływ na kompozytora wywarła również bliska znajomość z Antonem Rubinsteinem i jego bratem Nikołajem. W Petersburgu Łysenkowi udaje się zorganizować ukraiński chór, dochód z występów którego przeznacza na cele charytatywne. Zakończenie w 1876 nauki w Petersburgu zbiega się z ciosem, jaki ukraińskiej kulturze wymierzył ukaz emski. W kolejnych latach twórczości Łysenko musi nieustannie walczyć z cenzurą, która nie dopuszczała do druku wielu kompozycji oraz zebranych przez Łysenkę materiałów etnograficznych.

### Okres kijowski
Po powrocie z Petersburga Łysenko pracował jako wykładowca muzyczny. Przez wszystkie kolejne lata kompozytor znajdował się w centrum ukraińskiego życia muzycznego oraz narodowego. 
W 1878 Łysenko zaczyna wykładać grę na fortepianie w Instytucie Szlachetnie Urodzonych Panien oraz udzielać prywatnych lekcji. W latach 90. XIX wieku wykłada również w szkołach muzycznych Blumenfelda i Tutkowskiego. 
W 1880 rozpoczyna trwające dziesięć lat prace nad swoją największą operą pt. Taras Bulba. W latach 80. XIX wieku powstają również takie wielkie opery kompozytora, jak Topielica, Noc Wigilijna oraz Natałka Połtawka.
W latach 1892–1902 Łysenko czterokrotnie odbył wraz z chórem trasy koncertowe po ziemiach ukraińskich na terytorium Imperium Rosyjskiego. W ich trakcie prezentowane są liczne kompozycje inspirowane muzyką ludową. Każda z tras koncertowych stała się wielkim wydarzeniem artystycznym.
Jesienią 1904 Łysenko zorganizował w Kijowie Szkołę Muzyczno-Dramatyczną. Była to pierwsza w historii placówka oświatowa na terenie nazywanym ówcześnie Małorosją, która oferowała wykształcenie muzyczne na poziomie konserwatorium. W szkole Łysenko w dalszym ciągu wykładał grę na fortepianie. Ze względu na aktywną działalność Łysenki w organizacjach ukraińskich zarówno szkoła, jak i jej dyrektor, znajdowali się pod stałym nadzorem policji. W lutym 1907 Mykoła Łysenko został na krótko aresztowany.
W latach 1908–1912 Łysenko był przewodniczącym stowarzyszenia „Klub Ukraiński”, zajmującego się działalnością społeczno-oświatową.

### Życie rodzinne
Latem 1868 Łysenko ożenił się z Olgą Aleksandrowną O’Connor, młodszą o dziesięć lat daleką krewną, którą kompozytor znał jeszcze z czasów dzieciństwa. Małżeństwo nie było szczęśliwe z powodu późniejszej depresji, na którą zapadła Olga. Małżonkowie nie doczekali się również potomstwa. Żona Łysenki była doskonałą sopranistką, która musiała porzucić śpiew z powodu choroby. Przypuszcza się, iż sytuacji w rodzinie Łysenków poświęcony jest utwór Łesi Ukrainki pt. „Błakytna trojanda”. Sam Łysenko poświęcił swojej żonie aż 11 utworów.
Potomstwa kompozytor doczekał się dopiero ze związku ze swą konkubiną Olgą Lipską, którą poznał podczas występów w Czernihowie. Kobieta urodziła Łysence siedmioro dzieci, z których pięcioro dożyło dorosłości. Wszystkie dzieci kompozytora miały zainteresowania muzyczne, a niektóre muzyką zajmowały się zawodowo. Córka Łysenki, Mariana, poszła w ślady ojca i została pianistką. Syn Ostap wykładał muzykę w konserwatorium w Kijowie.

## Znaczenie twórczości
Twórczość Mykoły Łysenki posiada wyjątkowe znaczenie dla ukraińskiej kultury. Kompozytor stworzył podstawy narodowego kierunku w muzyce ukraińskiej, opierającego się na oryginalności i bogactwie ludowej twórczości muzycznej. Kompozycje Łysenki osiągnęły niespotykany dotąd wysoki poziom, zbliżający ukraińską muzykę do osiągnięć zachodnioeuropejskich. Twórczość Łysenki wywarła wpływ na wszystkie sfery kultury muzycznej we wszystkich regionach Ukrainy, a uczniowie i naśladowcy kompozytora rozwinęli i wzbogacili opracowania muzyki ludowej oraz przyśpieszyli rozwój ukraińskiej muzyki instrumentalnej.
W muzyce Łysenki ukraiński styl romantyczny uzyskał najwyraźniejszą formę. Kompozytor nie tylko kontynuował wcześniejsze ukraińskie tradycje muzyczne, ale był również otwarty na współczesne mu tendencje artystyczne, pragnął wprowadzić do kultury ukraińskiej nową, modernistyczną myśl muzyczną. W indywidualnym romantycznym stylu Łysenki doskonała znajomość tradycji narodowych połączyła się z osiągnięciami zagranicznych kultur muzycznych - w rezultacie ich oryginalnej syntezy powstała nowa jakość ukraińskiego romantyzmu muzycznego.
Dzięki wysiłkom Łysenki ukraiński teatr i opera, mimo ciężkich warunków funkcjonowania związanych z carską polityką negatywnie odnoszącą się do rozpowszechniania kultury i słowa ukraińskiego, stały się ważnym czynnikiem procesu narodotwórczego. Kompozytor uważany jest dziś nie tylko za ważnego uczestnika tego procesu, ale wręcz wprost za jednego z głównych architektów ukraińskiego przebudzenia narodowego końca XIX wieku.
Krytycy uważają, iż znaczenie twórczości Łysenki dla rozwoju ukraińskiej muzyki porównywalne jest ze znaczeniem Tarasa Szewczenki w historii ukraińskiej literatury.

## Spuścizna muzyczna

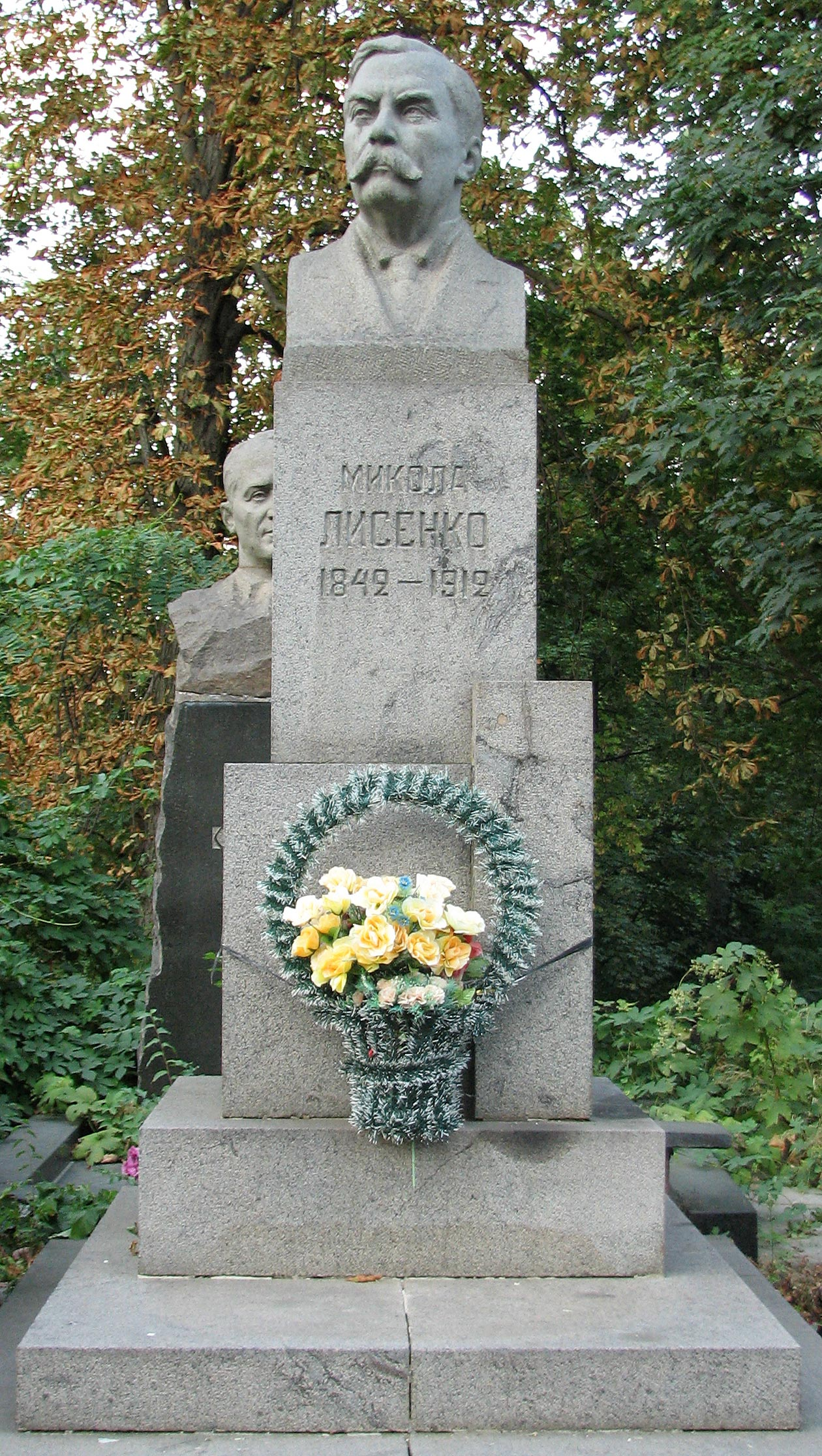
Pomnik nagrobny Mykoły Łysenki na cmentarzu Bajkowa w Kijowie

Spuścizna muzyczna Łysenki obejmuje:
- opery;
- 4 utwory muzyczno-teatralne („Czariwnyj son”, „Safo”, „Wid'ma”, „Litnia nicz”);
- operetki;
- muzykę do przedstawień teatralnych („Prostak”, „Hamlet”, „Ostannia nicz”, „Het'man Doroszenko”);
- 120 utworów kameralno-wokalnych (większość na podstawie tekstów Tarasa Szewczenki, pozostałe natomiast do tekstów A. Mickiewicza, H. Heinego, I. Franki, Łesi Ukrainki, O. Ołesia, M. Woronego i in.);
- 40 utworów chóralnych, wśród nich 4 kantaty na głosy solowe, chór i orkiestrę symfoniczną;
- utwory symfoniczne (takie gatunki jak symfonia, fantazja, uwertura);
- kameralne utwory instrumentalne, w tym blisko 60 utworów fortepianowych;
- ponad 500 opracowań ukraińskich pieśni ludowych na głos solo z akompaniamentem fortepianu bądź na chór.

### Utwory fortepianowe
Fortepian odegrał w życiu Łysenki bardzo dużą rolę. Kompozytor ukończył konserwatorium w Lipsku w klasie fortepianu i w młodości rysowała się przed nim perspektywa dalszej kariery wirtuoza. W późniejszych latach Łysenko był uznanym w Kijowie wykładowcą tego instrumentu, bardzo często akompaniował podczas koncertów.
Działalność kompozytorską Łysenki w dziedzinie muzyki fortepianowej stymulowały nie tylko intencje barokowo-romantyczne, ale również pewne zainteresowania modernistyczne.
W swojej twórczości fortepianowej Łysenko pragnął uwspółcześnić ukraińską praktykę kompozytorską poprzez wprowadzenie do niej europejskich form i gatunków – sonaty, scherzo, rapsodii, miniatur fortepianowych. W swej jedynej suicie (Ukraińska suita w formie starodawnych tańców na podstawie pieśni ludowych, napisana w latach 1867-1869) Łysenko połączył stare, przedklasyczne tradycje europejskie z ukraińskim tematyzmem folklorystycznym. Utwór ten, w którym Łysenko twórczo zinterpretował osobliwości barokowej suity tanecznej, zapoczątkował w ukraińskiej oraz europejskiej twórczości fortepianowej suitę nowego, pieśniarsko-tanecznego typu. 
Konsekwentne łączenie barokowych i klasycznych form kompozycyjnych z ukraińską melodyką świadczyło o zamiarze włączenia do ukraińskiej kultury muzycznej kanonów europejskich z jednoczesnym zachowaniem autentycznego pierwiastka narodowego. Z drugiej strony jednak, jeśli w suicie Łysenki tematyzm układa się w ustaloną przez tradycję zachodnioeuropejską architekturę, to w jego rapsodiach i w szeregu opracowań folklorystycznych na fortepian kompozytor porzuca ustalone kanony na rzecz bardziej swobodnej formy.

### Muzyka wokalna
Do historii ukraińskiej kultury Mykoła Łysenko wszedł jako twórca, który zajmował jednoznaczne stanowisko w sprawie konieczności nadania językowi ukraińskiemu wysokiego statusu w twórczości muzycznej. Robił to wbrew polityce caratu, polityka językowa którego ograniczała użycie języka ukraińskiego również w sferze muzyki – wydany w 1876 ukaz emski, stanowiący rozszerzenie przepisów cyrkularza wałujewskiego z 1863, zabraniał bowiem nawet drukowania nut z ukraińskimi tekstami. 
Swe liczne kompozycje wokalne Łysenko opierał na tekstach przeważnie ukraińskich autorów (Iwan Franko, Łesia Ukrainka, Ołeksandr Ołeś, Ołeksandr Konyśkyj i in.). Gdy zaś kompozycja opierała się na poezji twórców zagranicznych, na przykład H. Heine bądź A. Mickiewicza, to zawsze były to ukraińskie przekłady stworzone przez M. Staryckiego, Łesię Ukrainkę, M. Sławińskiego, L. Staryckiego-Czerniachiwskiego i innych.
Szczególne miejsce w twórczości kompozytora zajmują kompozycje do słów Tarasa Szewczenki. W różnych latach twórczości Łysenko skomponował m.in. 76 utworów opartych na różnych tekstach z Kobziarza.

### Opery
Mykoła Łysenko jest twórcą oper o fundamentalnym znaczeniu dla ukraińskiej kultury. Należą do nich:
- Andrasziada (libretto Mychajła Staryckiego i Mychajła Drahomanowa, 1866-1877);
- Czornomorci (libretto M. Staryckiego na motywach sztuki J. Kucharenki, 1872);
- Noc wigilijna (ukr. Rizdwiana nicz; libretto M. Staryckiego na motywach powieści M. Gogola, 1874);
- Topielica (ukr. Utopłena; libretto M. Staryckiego na motywach powieści Gogola, 1883);
- Natałka Połtawka (na podstawie sztuki Iwana Kotlarewskiego, 1889);
- Taras Bulba (libretto M. Staryckiego na motywach powieści Gogola, 1890);
- Wid'ma (1901, nieukończona);
- Sapfo (libretto L. Starycka-Czerniachiwska, 1896–1904);
- Eneida (libretto M. Sadowskiego na podstawie sztuki Iwana Kotlarewskiego, 1910).

Twórczość Łysenki obejmuje również pierwsze w historii ukraińskiej muzyki opery dla dzieci (autorką libretto do wszystkich z nich była L. Wasylewska):
- Koza-dereza (1888);
- Pan Koćkyj (1891);
- Zyma i wesna, abo Snihowa krala (1892).

## Łysenko jako etnograf i muzykolog
Pracami etnograficznymi Łysenko zajmował się jeszcze w czasach uczniowskich. Do jego spuścizny etnograficznej i muzykologicznej należy m.in. zapis obrzędu weselnego (z tekstem i muzyką) z ziemi perejesławskiej. Łysenko poczynił pierwsze etnomuzykologiczne i instrumentologiczne badania nad twórczością ślepego kobziarza Ostapa Weresaja, które opublikował w latach 1873–1874. Wykazał odrębność ukraińskiego ludowego materiału melodycznego od muzyki rosyjskiej. Łysenko zajmował się transkrybowaniem repertuaru także innych kobziarzy – np. Ostapa Słastiona z Połtawy i Pawła Bratysia z Czernichowa. Do spuścizny muzykologicznej Łysenki należą także badania nad torbanem i zbiór esejów na temat ukraińskich instrumentów ludowych, publikowanych w czasopiśmie „Zoria”.
Jest twórcą pracy „Zbirnyk ukrajinśkych narodnych piseń dla hołosu z fortepijanom”, w której znalazło się 280 instrumentowanych przez niego w latach 1868-1911 różnych pieśni ludowych. Wydał on również dwanaście tak zwanych dziesiątek (tomików po 10 pieśni ludowych, łącznie 120 pieśni), w których muzykę pieśni rozpisano na potrzeby chórów męskich i mieszanych z akompaniamentem fortepianu. Opracował cykl wydań pieśni obrzędowych dla chóru mieszanego: „Wesnianky”, „Kupalśka sprawa”, „Koliadky-Szczedriwky”, „Wesillia,” „Mołodoszczi”.

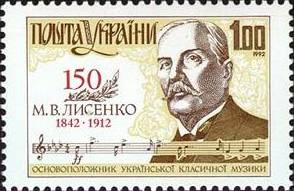
Znaczek pocztowy wyemitowany z okazji 150 rocznicy urodzin kompozytora

## Pamięć w sferze publicznej
- W 1907 imię Łysenki nadano Wyższemu Instytutowi Muzycznemu we Lwowie
- W 1913 imię Łysenki nadano Szkole Muzyczno-Dramatycznej w Kijowie[18];
- w 1939 wyższe szkoły muzyczne Lwowa połączono w Lwowskie Konserwatorium Państwowe i nadano mu imię Łysenki (obecnie uczelnia nosi nazwę Lwowskiej Narodowej Akademii Muzycznej im. M. Łysenki)[18];
- W grudniu 1944 imię Łysenki nadano Charkowskiemu Tatrowi Opery i Baletu[18];
- Pomniki Łysenki odsłonięto w 1957 w jego rodzinnej wsi Hryńky oraz 29 grudnia 1965 obok Opery Narodowej Ukrainy w Kijowie[18];
- Muzea poświęcone kompozytorowi znajdują się w jego rodzinnej wsi Hryńky oraz w dawnym kijowskim mieszkaniu artysty na ulicy Saksagańskiego 65[18].

## Posłuchaj

### Utwory fortepianowe
| (audio)                                      | \| (info) \| \| Barcarola \| \| (info) \| \| Pieśń miłości (ukr. Пісня кохання) \| \| (info) \| \| Sarabanda z Suity Ukraińskiej \| \| (info) \| \| Przy kołysce (ukr. При колисці) \| \| (info) \| \| Walc „Pożegnanie” (ukr. Вальс «Розлука») \| \| Problem ze ściągnięciem pliku? Zobacz pomoc. \| |
| (info)                                       | |
| Barcarola                                    | |
| (info)                                       | |
| Pieśń miłości (ukr. Пісня кохання)           | |
| (info)                                       | |
| Sarabanda z Suity Ukraińskiej                | |
| (info)                                       | |
| Przy kołysce (ukr. При колисці)              | |
| (info)                                       | |
| Walc „Pożegnanie” (ukr. Вальс «Розлука»)     | |
| Problem ze ściągnięciem pliku? Zobacz pomoc. | |

### Utwory wokalne do słów Tarasa Szewczenki
| (audio)                                                                                    | \| (info) \| \| Oj odna ja, odna – wykonują Iwanna Szturmak (śpiew) i Ołeksandr Kozarenko (fortepian) \| \| (info) \| \| Oj kryknuły siri husi – wykonują Iwanna Szturmak (śpiew) i Ołeksandr Kozarenko (fortepian) \| \| Problem ze ściągnięciem pliku? Zobacz pomoc. \| |
| (info)                                                                                     | |
| Oj odna ja, odna – wykonują Iwanna Szturmak (śpiew) i Ołeksandr Kozarenko (fortepian)      | |
| (info)                                                                                     | |
| Oj kryknuły siri husi – wykonują Iwanna Szturmak (śpiew) i Ołeksandr Kozarenko (fortepian) | |
| Problem ze ściągnięciem pliku? Zobacz pomoc.                                               | |